# Richard Arwed Pfeifer

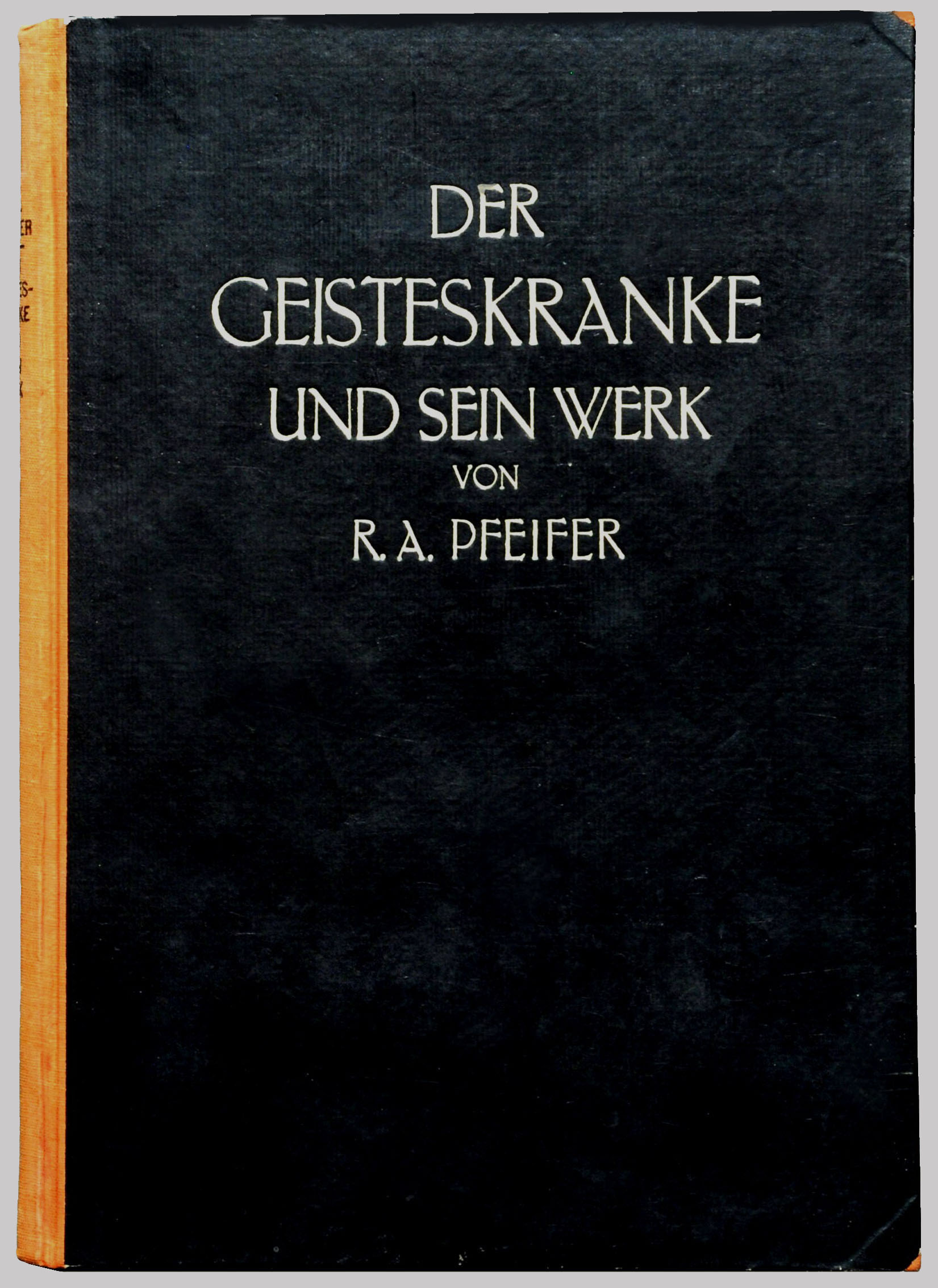
Książka Pfeifera Der Geisteskranke und sein Werk (1923)

Richard Arwed Pfeifer (ur. 21 listopada 1877 w Brand, zm. 15 marca 1957) – niemiecki lekarz neurolog, psychiatra i neuroanatom.

## Życiorys
Studiował w Lipsku i Monachium, był uczniem Paula Flechsiga.
Doktorem medycyny został w 1916 roku na podstawie dysertacji Über den feinen Bau des ZNS eines Anencephalus. Habilitował się w 1920 po przedstawieniu pracy Myelogenetisch-anatomische Untersuchungen über das kortikale Ende der Hörleitung. Od 1945 do 1952 kierował kliniką neurologiczną w Lipsku. Prowadził badania neuroanatomiczne przy użyciu metody mielogenetycznej, przedstawił podział angioarchitektoniczny kory mózgu.